# Demarziella tropicalis
Demarziella tropicalis är en skalbaggsart som beskrevs av Matthews 1976. Demarziella tropicalis ingår i släktet Demarziella och familjen bladhorningar. Inga underarter finns listade i Catalogue of Life.